# ابوزبیده
ابوزبیده (به عربی: ابو زبيدة) زاده ۱۲ مارس ۱۹۷۱ یک شهروند عربستان سعودی است که در مارس ۲۰۰۲ (میلادی) توسط ایالات متحده آمریکا در پاکستان به دلیل همکاری با (القاعده) بازداشت شد و در بازداشتگاه گوانتانامو نگهداری می‌شود.
دلیل بازداشت بودن او همکاری با گروهک تروریستی القاعده است.

## شکنجه
او از شکنجه شدگان در زندان آژانس اطلاعات مرکزی (سیا) در تایلند است. سر ابوالزبیده بارها به دیوار کوبانده شده و در طول یک ماه ۸۳ بار در شرایط القای حس خفگی با آب قرار داده شده بود. بازرسان آژانس اطلاعات مرکزی (سیا) در پایان به این نتیجه رسیدند که الزبیده "اطلاعات خاصی" برای فاش کردن ندارد. بنابر گزارش روزنامه نیویورک تایمز، جینا هسپل (تأسیس‌کننده این زندان در تایلند) در آن هنگام دستور نابودی نوارهای ضبط شده از این بازجویی‌ها را صادر کرد.